# صوفيا وندغرين
صوفيا وندغرين (بالسويدية: Sofia Lundgren)‏ (و. 1982  م) هي لاعبة كرة قدم، من السويد، ولدت في أوميو، شاركت في ألعاب أولمبية صيفية 2012، تلعب كحارس مرمى.

## روابط خارجية
- صوفيا وندغرين على موقع الاتحاد الدولي (مؤرشف)  (الإنجليزية)
- صوفيا وندغرين على موقع الاتحاد الأوربي (الإنجليزية)
- صوفيا وندغرين على موقع اتحاد السويد (السويدية)
- صوفيا وندغرين على موقع قاعدة بيانات كرة القدم.إي يو (الإنجليزية)
- صوفيا وندغرين على موقع Soccerway.com (الإنجليزية)
- صوفيا وندغرين على موقع اللجنة الأولمبية الدولية (الإنجليزية)
- صوفيا وندغرين على موقع أوليمبيديا (الإنجليزية)
- صوفيا وندغرين على موقع اللجنة الأولمبية السويدية (السويدية)